# Список астероїдів (79301—79400)
| Назва                           | Тимчасове позначення | Дата відкриття    | Місце відкриття                    | Відкривач                                         |
| ------------------------------- | -------------------- | ----------------- | ---------------------------------- | ------------------------------------------------- |
| (79301) 1995 WD22               | 1995 WD22            | 17 листопада 1995 | Обсерваторія Кітт-Пік              | Spacewatch                                        |
| (79302) 1995 WG22               | 1995 WG22            | 18 листопада 1995 | Обсерваторія Кітт-Пік              | Spacewatch                                        |
| (79303) 1995 WV33               | 1995 WV33            | 20 листопада 1995 | Обсерваторія Кітт-Пік              | Spacewatch                                        |
| (79304) 1995 WM35               | 1995 WM35            | 21 листопада 1995 | Обсерваторія Кітт-Пік              | Spacewatch                                        |
| (79305) 1995 XK                 | 1995 XK              | 12 грудня 1995    | Обсерваторія Садбері               | Денніс ді Сікко                                   |
| (79306) 1995 YZ7                | 1995 YZ7             | 18 грудня 1995    | Обсерваторія Кітт-Пік              | Spacewatch                                        |
| (79307) 1995 YH11               | 1995 YH11            | 18 грудня 1995    | Обсерваторія Кітт-Пік              | Spacewatch                                        |
| (79308) 1995 YB12               | 1995 YB12            | 18 грудня 1995    | Обсерваторія Кітт-Пік              | Spacewatch                                        |
| (79309) 1995 YH21               | 1995 YH21            | 19 грудня 1995    | Обсерваторія Галеакала             | NEAT                                              |
| (79310) 1996 AK4                | 1996 AK4             | 12 січня 1996     | Обсерваторія Кітт-Пік              | Spacewatch                                        |
| (79311) 1996 AO12               | 1996 AO12            | 15 січня 1996     | Обсерваторія Кітт-Пік              | Spacewatch                                        |
| (79312) 1996 BQ5                | 1996 BQ5             | 18 січня 1996     | Обсерваторія Кітт-Пік              | Spacewatch                                        |
| (79313) 1996 CK                 | 1996 CK              | 1 лютого 1996     | Станція Сінлун                     | SCAP                                              |
| (79314) 1996 DP1                | 1996 DP1             | 23 лютого 1996    | Обсерваторія Санта-Лючія Стронконе | Антоніо Ваньоцці                                  |
| (79315) 1996 EK7                | 1996 EK7             | 11 березня 1996   | Обсерваторія Кітт-Пік              | Spacewatch                                        |
| 79316 Huangshan                 | 1996 HS7             | 18 квітня 1996    | Станція Сінлун                     | SCAP                                              |
| (79317) 1996 HL21               | 1996 HL21            | 18 квітня 1996    | Обсерваторія Ла-Сілья              | Ерік Вальтер Ельст                                |
| (79318) 1996 HY22               | 1996 HY22            | 20 квітня 1996    | Обсерваторія Ла-Сілья              | Ерік Вальтер Ельст                                |
| (79319) 1996 HS24               | 1996 HS24            | 20 квітня 1996    | Обсерваторія Ла-Сілья              | Ерік Вальтер Ельст                                |
| (79320) 1996 HS25               | 1996 HS25            | 20 квітня 1996    | Обсерваторія Ла-Сілья              | Ерік Вальтер Ельст                                |
| (79321) 1996 JV4                | 1996 JV4             | 10 травня 1996    | Обсерваторія Кітт-Пік              | Spacewatch                                        |
| (79322) 1996 JP12               | 1996 JP12            | 10 травня 1996    | Обсерваторія Кітт-Пік              | Spacewatch                                        |
| (79323) 1996 PM7                | 1996 PM7             | 8 серпня 1996     | Обсерваторія Ла-Сілья              | Ерік Вальтер Ельст                                |
| (79324) 1996 PH8                | 1996 PH8             | 8 серпня 1996     | Обсерваторія Ла-Сілья              | Ерік Вальтер Ельст                                |
| (79325) 1996 QJ                 | 1996 QJ              | 17 серпня 1996    | Обсерваторія Галеакала             | NEAT                                              |
| (79326) 1996 QQ3                | 1996 QQ3             | 18 серпня 1996    | Коссоль                            | Ерік Вальтер Ельст                                |
| (79327) 1996 RT11               | 1996 RT11            | 8 вересня 1996    | Обсерваторія Кітт-Пік              | Spacewatch                                        |
| (79328) 1996 RE19               | 1996 RE19            | 15 вересня 1996   | Обсерваторія Кітт-Пік              | Spacewatch                                        |
| (79329) 1996 RC23               | 1996 RC23            | 13 вересня 1996   | Обсерваторія Кітт-Пік              | Spacewatch                                        |
| (79330) 1996 RR24               | 1996 RR24            | 8 вересня 1996    | Обсерваторія Кітт-Пік              | Spacewatch                                        |
| (79331) 1996 TY                 | 1996 TY              | 5 жовтня 1996     | Обсерваторія Садбері               | Денніс ді Сікко                                   |
| (79332) 1996 TY2                | 1996 TY2             | 3 жовтня 1996     | Станція Сінлун                     | SCAP                                              |
| 79333 Юсаку (Yusaku)            | 1996 TN6             | 5 жовтня 1996     | Обсерваторія Кума Коґен            | Акімаса Накамура                                  |
| (79334) 1996 TZ9                | 1996 TZ9             | 15 жовтня 1996    | Обсерваторія Садбері               | Денніс ді Сікко                                   |
| (79335) 1996 TJ19               | 1996 TJ19            | 4 жовтня 1996     | Обсерваторія Кітт-Пік              | Spacewatch                                        |
| (79336) 1996 TV20               | 1996 TV20            | 5 жовтня 1996     | Обсерваторія Кітт-Пік              | Spacewatch                                        |
| (79337) 1996 TZ20               | 1996 TZ20            | 5 жовтня 1996     | Обсерваторія Кітт-Пік              | Spacewatch                                        |
| (79338) 1996 TG22               | 1996 TG22            | 6 жовтня 1996     | Обсерваторія Кітт-Пік              | Spacewatch                                        |
| (79339) 1996 TG41               | 1996 TG41            | 8 жовтня 1996     | Обсерваторія Ла-Сілья              | Ерік Вальтер Ельст                                |
| (79340) 1996 TO41               | 1996 TO41            | 8 жовтня 1996     | Обсерваторія Ла-Сілья              | Ерік Вальтер Ельст                                |
| (79341) 1996 UT1                | 1996 UT1             | 30 жовтня 1996    | Прескоттська обсерваторія          | Пол Комба                                         |
| (79342) 1996 VB15               | 1996 VB15            | 5 листопада 1996  | Обсерваторія Кітт-Пік              | Spacewatch                                        |
| (79343) 1996 VK17               | 1996 VK17            | 6 листопада 1996  | Обсерваторія Кітт-Пік              | Spacewatch                                        |
| (79344) 1996 VA27               | 1996 VA27            | 11 листопада 1996 | Обсерваторія Кітт-Пік              | Spacewatch                                        |
| (79345) 1996 VN32               | 1996 VN32            | 5 листопада 1996  | Обсерваторія Кітт-Пік              | Spacewatch                                        |
| (79346) 1996 VY33               | 1996 VY33            | 6 листопада 1996  | Обсерваторія Кітт-Пік              | Spacewatch                                        |
| (79347) 1996 XJ2                | 1996 XJ2             | 4 грудня 1996     | Обсерваторія Клеть                 | Обсерваторія Клеть                                |
| (79348) 1996 XK9                | 1996 XK9             | 1 грудня 1996     | Обсерваторія Кітт-Пік              | Spacewatch                                        |
| (79349) 1996 XQ21               | 1996 XQ21            | 8 грудня 1996     | Обсерваторія Кітт-Пік              | Spacewatch                                        |
| (79350) 1996 YW                 | 1996 YW              | 20 грудня 1996    | Обсерваторія Оїдзумі               | Такао Кобаяші                                     |
| (79351) 1997 AX5                | 1997 AX5             | 1 січня 1997      | Станція Сінлун                     | SCAP                                              |
| (79352) 1997 AO6                | 1997 AO6             | 3 січня 1997      | Обсерваторія Уенохара              | Нобухіро Кавасато                                 |
| 79353 Андревалдай (Andrewalday) | 1997 AF16            | 13 січня 1997     | Обсерваторія Галеакала             | NEAT                                              |
| (79354) 1997 BB                 | 1997 BB              | 16 січня 1997     | Обсерваторія Клеть                 | Обсерваторія Клеть                                |
| (79355) 1997 BN4                | 1997 BN4             | 31 січня 1997     | Обсерваторія Кітт-Пік              | Spacewatch                                        |
| (79356) 1997 BK5                | 1997 BK5             | 31 січня 1997     | Обсерваторія Кітт-Пік              | Spacewatch                                        |
| (79357) 1997 CP4                | 1997 CP4             | 4 лютого 1997     | Прескоттська обсерваторія          | Пол Комба                                         |
| (79358) 1997 CM6                | 1997 CM6             | 3 лютого 1997     | Обсерваторія Галеакала             | NEAT                                              |
| (79359) 1997 CA14               | 1997 CA14            | 3 лютого 1997     | Обсерваторія Кітт-Пік              | Spacewatch                                        |
| 79360 Sila-Nunam                | 1997 CS29            | 3 лютого 1997     | Обсерваторія Мауна-Кеа             | Джейн Лу, Джуїтт Девід, Чедвік Трухільо, Джун Чен |
| (79361) 1997 DA                 | 1997 DA              | 16 лютого 1997    | Обсерваторія Модри                 | Петер Колені, Леонард Корнош                      |
| (79362) 1997 EO2                | 1997 EO2             | 4 березня 1997    | Обсерваторія Оїдзумі               | Такао Кобаяші                                     |
| (79363) 1997 EC4                | 1997 EC4             | 2 березня 1997    | Обсерваторія Кітт-Пік              | Spacewatch                                        |
| (79364) 1997 EU4                | 1997 EU4             | 2 березня 1997    | Обсерваторія Кітт-Пік              | Spacewatch                                        |
| (79365) 1997 EW6                | 1997 EW6             | 3 березня 1997    | Обсерваторія Кітт-Пік              | Spacewatch                                        |
| (79366) 1997 EC10               | 1997 EC10            | 3 березня 1997    | Обсерваторія Кітт-Пік              | Spacewatch                                        |
| (79367) 1997 EJ13               | 1997 EJ13            | 3 березня 1997    | Обсерваторія Кітт-Пік              | Spacewatch                                        |
| (79368) 1997 EJ16               | 1997 EJ16            | 5 березня 1997    | Обсерваторія Кітт-Пік              | Spacewatch                                        |
| (79369) 1997 EN24               | 1997 EN24            | 5 березня 1997    | Обсерваторія Кітт-Пік              | Spacewatch                                        |
| (79370) 1997 EJ33               | 1997 EJ33            | 4 березня 1997    | Сокорро (Нью-Мексико)              | LINEAR                                            |
| (79371) 1997 ES39               | 1997 ES39            | 5 березня 1997    | Сокорро (Нью-Мексико)              | LINEAR                                            |
| (79372) 1997 EU41               | 1997 EU41            | 10 березня 1997   | Сокорро (Нью-Мексико)              | LINEAR                                            |
| (79373) 1997 EE42               | 1997 EE42            | 10 березня 1997   | Сокорро (Нью-Мексико)              | LINEAR                                            |
| (79374) 1997 EB59               | 1997 EB59            | 11 березня 1997   | Обсерваторія Ла-Сілья              | Ерік Вальтер Ельст                                |
| 79375 Валетті (Valetti)         | 1997 FA              | 16 березня 1997   | П'яноро                            | Вітторіо Ґоретті                                  |
| (79376) 1997 FF                 | 1997 FF              | 18 березня 1997   | Станція Сінлун                     | SCAP                                              |
| (79377) 1997 FV                 | 1997 FV              | 18 березня 1997   | Станція Сінлун                     | SCAP                                              |
| (79378) 1997 FF1                | 1997 FF1             | 29 березня 1997   | Станція Сінлун                     | SCAP                                              |
| (79379) 1997 FR3                | 1997 FR3             | 31 березня 1997   | Сокорро (Нью-Мексико)              | LINEAR                                            |
| (79380) 1997 GN                 | 1997 GN              | 4 квітня 1997     | Обсерваторія Галеакала             | NEAT                                              |
| (79381) 1997 GV2                | 1997 GV2             | 7 квітня 1997     | Обсерваторія Кітт-Пік              | Spacewatch                                        |
| (79382) 1997 GC4                | 1997 GC4             | 8 квітня 1997     | Сормано                            | Марко Каваня, Паоло К'явенна                      |
| (79383) 1997 GU5                | 1997 GU5             | 2 квітня 1997     | Сокорро (Нью-Мексико)              | LINEAR                                            |
| (79384) 1997 GJ6                | 1997 GJ6             | 2 квітня 1997     | Сокорро (Нью-Мексико)              | LINEAR                                            |
| (79385) 1997 GA7                | 1997 GA7             | 2 квітня 1997     | Сокорро (Нью-Мексико)              | LINEAR                                            |
| (79386) 1997 GP10               | 1997 GP10            | 3 квітня 1997     | Сокорро (Нью-Мексико)              | LINEAR                                            |
| (79387) 1997 GV11               | 1997 GV11            | 3 квітня 1997     | Сокорро (Нью-Мексико)              | LINEAR                                            |
| (79388) 1997 GC13               | 1997 GC13            | 3 квітня 1997     | Сокорро (Нью-Мексико)              | LINEAR                                            |
| (79389) 1997 GW13               | 1997 GW13            | 3 квітня 1997     | Сокорро (Нью-Мексико)              | LINEAR                                            |
| (79390) 1997 GK14               | 1997 GK14            | 3 квітня 1997     | Сокорро (Нью-Мексико)              | LINEAR                                            |
| (79391) 1997 GZ14               | 1997 GZ14            | 3 квітня 1997     | Сокорро (Нью-Мексико)              | LINEAR                                            |
| (79392) 1997 GC15               | 1997 GC15            | 3 квітня 1997     | Сокорро (Нью-Мексико)              | LINEAR                                            |
| (79393) 1997 GH18               | 1997 GH18            | 3 квітня 1997     | Сокорро (Нью-Мексико)              | LINEAR                                            |
| (79394) 1997 GM18               | 1997 GM18            | 3 квітня 1997     | Сокорро (Нью-Мексико)              | LINEAR                                            |
| (79395) 1997 GP21               | 1997 GP21            | 6 квітня 1997     | Сокорро (Нью-Мексико)              | LINEAR                                            |
| (79396) 1997 GE23               | 1997 GE23            | 6 квітня 1997     | Сокорро (Нью-Мексико)              | LINEAR                                            |
| (79397) 1997 GG24               | 1997 GG24            | 6 квітня 1997     | Сокорро (Нью-Мексико)              | LINEAR                                            |
| (79398) 1997 GG27               | 1997 GG27            | 9 квітня 1997     | Обсерваторія Кітт-Пік              | Spacewatch                                        |
| (79399) 1997 GC30               | 1997 GC30            | 13 квітня 1997    | Станція Сінлун                     | SCAP                                              |
| (79400) 1997 HQ2                | 1997 HQ2             | 30 квітня 1997    | Обсерваторія Кітт-Пік              | Spacewatch                                        |